# Tour de Turquie
Le Tour de Turquie, ou Tour présidentiel de Turquie (en turc : Cumhurbaşkanlığı Bisiklet Turu) est une course cycliste masculine sur route turque créée en 1965. Elle fait partie du calendrier de l'UCI World Tour de 2017 à 2019, puis de l'UCI ProSeries entre 2020 et 2022, le deuxième niveau du cyclisme international. En 2023, elle intègre l'UCI Europe Tour, le niveau continental du cyclisme mais revient en UCI ProSeries en 2024.

## Histoire de la course
En 1963 est créé le Tour de Marmara (Marmara Turu), course à participation nationale qui connait deux éditions. En 1965, la compétition devient internationale. Nommée « 1er Tour international de Marmara », elle est considérée comme l'édition inaugurale du Tour de Turquie. L'année suivante, la course reçoit le parrainage du président turc Cemal Gürsel. Elle est alors renommée « Tour international présidentiel de Marmara » (Cumhurbaşkanlığı Uluslararası Marmara Bisiklet Turu), puis « Tour présidentiel de Turquie » (Cumhurbaşkanlığı Uluslararası Türkiye Turu), son nom actuel, en 1968,.
En 2002, elle intègre le calendrier UCI, dans la plus petite catégorie (2.5). En 2003, elle redevient une course nationale, avant d'être de nouveau classée 2.5 en 2004. À la création de l'UCI Europe Tour en 2005, la course est d'abord en catégorie 2.2, puis 2.1 en 2008 et enfin 2.HC de 2010 à 2016. Le Tour de Turquie attire alors un plateau relevé. Neuf équipes du World Tour sont ainsi présentes en 2012 et 2013. Cette rapide croissance est liée à la politique d'internationalisation du cyclisme menée par l'UCI. La course intègre le calendrier UCI World Tour entre 2017 et 2019. En 2020, elle est rétrogradée en deuxième division dans le calendrier inaugural de l'UCI ProSeries, car la participation des équipes World Tour n'était pas suffisante. Cette édition 2020 est cependant annulée, en raison de la pandémie de Covid-19.
Le Tour de Turquie est organisé par la Fédération turque de cyclisme, en partenariat avec la société évènementielle CEO Event depuis 2016. De 2009 à 2015, l'organisation était confiée à la société Argeus Events.

## Palmarès
| Année | Vainqueur                                   | Deuxième                                    | Troisième                                   |
| ----- | ------------------------------------------- | ------------------------------------------- | ------------------------------------------- |
| 1965  | Rifat Çalışkan                              |                                             |                                             |
| 1966  | Ivan Bobekov                                | Dimitar Kotev                               | Edouard Weckx                               |
| 1967  | Dimitar Kotev                               | Rifat Çalışkan                              | Roman Humenberger                           |
| 1968  | Alexandre Kulibin                           | Jindrich Marek                              | Gainan Saidschushin                         |
| 1969  | Gainan Saidschushin                         | Boris Choukhov                              | Alexandre Kulibin                           |
| 1970  | Slavcho Nikolov                             |                                             |                                             |
| 1971  | Constantin Ciocan                           |                                             |                                             |
| 1972  | Andrzej Karbowiak                           |                                             |                                             |
| 1973  | Ali Hüryılmaz                               |                                             |                                             |
| 1974  | Seyit Kirmizi                               |                                             |                                             |
| 1975  | Ali Hüryilmaz                               | André De Wolf                               | Yusuf Ecevit                                |
| 1976  | Vladimir Osokin                             |                                             |                                             |
| 1977  | Vladimir Chapovalov                         |                                             |                                             |
| 1978  | Vlastibor Konečný                           |                                             |                                             |
| 1979  | Jiří Škoda                                  |                                             |                                             |
| 1980  | Youri Kachirine                             |                                             |                                             |
| 1981  | Grozyo Kalchev                              | Jivkov                                      | Hasan Can                                   |
| 1982  | Zbigniew Szczepkowski                       | Lechoslaw Michalak                          | Dainis Liepiņš                              |
| 1983  | Mircea Romascanu                            |                                             |                                             |
| 1984  | Nentcho Staykov                             |                                             |                                             |
| 1985  | Mieczyslaw Poreba                           |                                             |                                             |
| 1986  | Jerzy Swinoga                               |                                             |                                             |
| 1987  | Alexandre Krasnov                           |                                             |                                             |
| 1988  | Igor Nechayev                               |                                             |                                             |
| 1989  | Kanéllos Kanellópoulos                      |                                             |                                             |
| 1990  | Vitali Tolkatchev                           | Vadim Kravchenko                            | Skip Spangenburg                            |
| 1991  | Róbert Glajza                               | Vasile Mitrache                             | Michael Glöckner                            |
| 1995  | Andrei Kivilev                              | Vadim Kravchenko                            | Sergey Lavrenenko                           |
| 1996  | Dimitar Dimitrov                            | Ivaïlo Gabrovski                            | Nadir Yavuz                                 |
| 1997  | Kholefy El Sayed                            |                                             |                                             |
| 1998  | Erdinç Doğan                                |                                             |                                             |
| 1999  | Erdinç Doğan                                | Georgi Koev                                 | Ahmed Mohamed Khaled                        |
| 2000  | Sergeiy Lavrenenko                          | Vadim Kravchenko                            | Hassan Maleki Mizan                         |
| 2001  | Mert Mutlu                                  | Ghader Mizbani                              | Sergey Lavrenenko                           |
| 2002  | Ghader Mizbani                              | Daniel Petrov                               | Michael Haas                                |
| 2003  | Mert Mutlu                                  | Ghader Mizbani                              | Muhammad El Aziz                            |
| 2004  | Ahad Kazemi                                 | Hossein Askari                              | Svetoslav Tchanliev                         |
| 2005  | Svetoslav Tchanliev                         | Martin Prázdnovský                          | Evgeni Gerganov                             |
| 2006  | Ghader Mizbani                              | Hossein Askari                              | Igor Pugaci                                 |
| 2007  | Ivaïlo Gabrovski                            | Ján Šipeky                                  | Hossein Askari                              |
| 2008  | David García Dapena                         | José Alberto Benítez                        | Pieter Jacobs                               |
| 2009  | Daryl Impey                                 | Davide Malacarne                            | David García Dapena                         |
| 2010  | Giovanni Visconti                           | Tejay van Garderen                          | David Moncoutié                             |
| 2011  | Alexander Efimkin                           | Andrey Zeits                                | Thibaut Pinot                               |
| 2012  | Aleksandr Dyachenko                         | Danail Petrov                               | Adrián Palomares                            |
| 2013  | Natnael Berhane                             | Yoann Bagot                                 | Maxime Méderel                              |
| 2014  | Adam Yates                                  | Rein Taaramäe                               | Romain Hardy                                |
| 2015  | Kristijan Đurasek                           | Eduardo Sepúlveda                           | Jay McCarthy                                |
| 2016  | José Gonçalves                              | David Arroyo                                | Nikita Stalnov                              |
| 2017  | Diego Ulissi                                | Jesper Hansen                               | Fausto Masnada                              |
| 2018  | Eduard Prades                               | Alexey Lutsenko                             | Nathan Haas                                 |
| 2019  | Felix Großschartner                         | Valerio Conti                               | Merhawi Kudus                               |
| 2020  | Annulé en raison de la pandémie de Covid-19 | Annulé en raison de la pandémie de Covid-19 | Annulé en raison de la pandémie de Covid-19 |
| 2021  | José Manuel Díaz                            | Jay Vine                                    | Eduardo Sepúlveda                           |
| 2022  | Patrick Bevin                               | Jay Vine                                    | Eduardo Sepúlveda                           |
| 2023  | Alexey Lutsenko                             | Ben Zwiehoff                                | Harold Tejada                               |
| 2024  | Frank van den Broek                         | Merhawi Kudus                               | Paul Double                                 |
| 2025  | Wout Poels                                  | Harold Martín López                         | Juan Guillermo Martínez                     |